# Uraiújfalu
Uraiújfalu es un pueblo ubicado en el distrito de Sárvár, en el condado de Vas, Hungría.

## Superficie
Posee una superficie de 19,08 kilómetros cuadrados.

## Demografía
Hasta 2019 la población era de 844 habitantes, con una densidad de población de 44,23 habitantes por kilómetro cuadrado.